# Allée de la Bourse
 (juin 2024).
Si vous disposez d'ouvrages ou d'articles de référence ou si vous connaissez des sites web de qualité traitant du thème abordé ici, merci de compléter l'article en donnant les références utiles à sa vérifiabilité et en les liant à la section « Notes et références ».
L'allée de la Bourse est une rue  de Nantes, en France. 

## Situation et accès
Il s'agit d'un ancien quai de la Loire situé dans le centre-ville de Nantes.

## Origine du nom
Sa dénomination lui vient du palais de la Bourse situé place du Commerce, le seul bâtiment qui borde l'artère dans sa moitié orientale, l'autre moitié étant bordée par la place de la Bourse. Dans les années 1920-1930, les travaux de comblement du « bras de la Bourse » qui le bordait font du quai une « allée » dédiée à la circulation automobile.

## Historique
Avant les travaux de comblement de la Loire dans les années 1920 et 1930, cette l'allée constituait alors un quai de la rive droite du « bras de la Bourse » qui laissa donc la place au cours Franklin-Roosevelt.
À l'extrémité est du quai, à l'angle sud-est du palais de la Bourse, débouchait le « pont de la Bourse » (remplaçant le « pont Feydeau » mis en service en 1737) qui permettait le franchissement du « bras de la Bourse » pour aboutir au nord de la place de la Petite-Hollande, à l'extrémité occidentale de l'île Feydeau.
Moins large qu'il ne l'était à l'origine, ce quai fut agrandi et renforcé vers les années 1850, pour permettre d'accueillir la prolongation de la voie ferrée depuis de la gare de Nantes vers Chantenay le long des quais nantais en 1853, la ligne de chemin de fer vers Saint-Nazaire étant achevée en 1857, année de l'inauguration de la gare de la Bourse toute proche du quai de la Bourse.
En 1899, Maurice Schwob lance, dans le Phare de la Loire, une campagne de promotion d'un projet du directeur de la Compagnie du chemin de fer de Paris à Orléans, M. Heurteaux, qui prévoit de surélever la ligne qui traverse la ville au moyen d'un viaduc ferroviaire entre la gare d'Orléans et le quai d'Aiguillon, à la manière des tronçons aériens du métro de Paris. Cette proposition, à laquelle le maire, Paul-Émile Sarradin, est favorable, est débattue lors du conseil municipal. Mais le projet ne voit pas le jour, bien qu'il soit de nouveau proposé deux fois, sans plus de succès, en 1904, avec des modifications apportées par l'ingénieur en chef de la Compagnie d'Orléans, M. Liébaux, puis en 1926, après un réajustement effectué par l'ingénieur des Ponts et chaussées responsable des travaux du port, M. Marcheix.
Il a porté les noms de « quai du Commerce », « quai de la Bourse », « quai Henri-Chevreau » et « quai Uhrich ». Cette dernière appellation fait référence au général Jean-Jacques Uhrich, et est donnée du vivant de celui-ci par décision du conseil municipal, le 4 octobre 1870, après sa capitulation à Strasbourg le 28 septembre,.
En 1918, la voie, jusqu'alors unique, est doublée (voir l'article sur le quai de la Fosse).
En 1941, la circulation ferroviaire est basculée au sud de l'île Feydeau, sur les terrains gagnés par le comblement du « bras de l'Hôpital », puis, après la Seconde Guerre mondiale, via un tunnel aménagé au même endroit dans l'ancien lit du fleuve.

## Bâtiments remarquables et lieux de mémoire

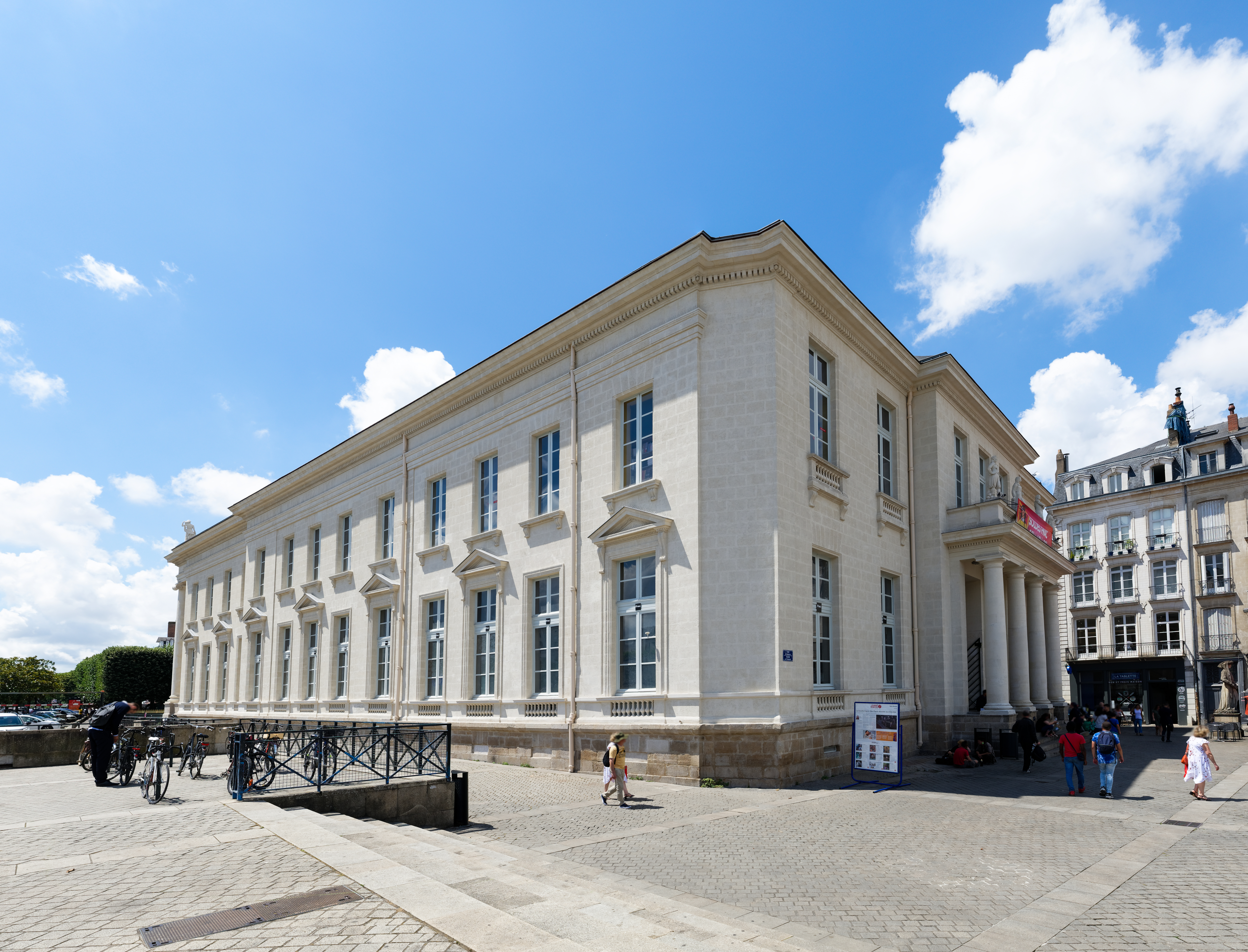
Palais de la Bourse.

Le palais de la Bourse est construit à la fin du XVIIIe siècle et achevé au XIXe siècle. Endommagé au cours de bombardements lors de la Seconde Guerre mondiale, il est inscrit à l'inventaire supplémentaire des monuments historiques le 24 janvier 1947. Le bâtiment perd son activité de bourse de commerce et est aménagé en magasin à la fin du XXe siècle.